# Чешмиоглу, Эдже
Эдже́ Чешмиоглу́ (тур. Ece Çeşmioğlu; р. 26 ноября 1990 года, Стамбул) — турецкая актриса кино.

## Биография и карьера
Эдже родилась 26 ноября 1990 года в Стамбуле. Окончила Университет изящных искусств имени Мимара Синана.
С 2000 года снимается в различных рекламных роликах. В 2002 и 2005 годах Эдже сыграла маленькие роли в сериалах «Мир детства» и «Река». Далее последовала роль Хиляль в сериале «Серебро» с Сонгюль Оден и Кыванчем Татлытугом в главных ролях. С 2006 по 2008 год Эдже играла роль Джерен Караман в сериале «Две семьи». Далее последовали роли в различных сериалах, таких как «Увы и ах», «Дом», «Побег». Широкую известность Эдже принесла роль Айчи в сериале «Бесценное время». В 2015 году Эдже совместно с Вильдан Атасевер сыграла главную роль в сериале «История Яз». В 2016 году Эдже сыграла сестру героини Ханде Сорал в сериале «В моём сердце огонь». Сериал был закрыт из-за низких рейтингов. В августе 2016 года стало известно, что Эдже присоединилась к касту 2 сезона сериала «Великолепный век: Кёсем Султан». Актриса сыграла повзрослевшую Атике-султан.
Эдже с 2018 года встречается с известным турецким актёром Танером Ольмезом. Они поженились в 2021 году.
У актеров двое детей: дочь Зейнеп (25 марта 2022) и сын Хазар (14 марта 2024).

## Фильмография
| Год                |     | Русское название               | Оригинальное название   | Роль              |
| ------------------ | --- | ------------------------------ | ----------------------- | ----------------- |
| 2002—2003          | с   | Мир детства                    | Çocuklar Duymasın       | Девочка-подросток |
| 2005               | с   | Река                           | Nehir                   | Девочка-подросток |
| 2005—2007          | с   | Серебро                        | Gümüş                   | Хиляль            |
| 2006—2008          | с   | Две семьи                      | İki Aile                | Джерен Караман    |
| 2008—2009          | с   | Увы и ах                       | Eyvah Halam             | Асья              |
| 2009               | ф   | Дом                            | Ev                      | Сетанай           |
| 2011—2012          | с   | Побег                          | Firar                   | Бахар             |
| 2012—2013          | с   | Бесценное время                | Öyle Bir Geçer Zanan Ki | Айча              |
| 2015               | кор | Птица                          | Kuş                     | Студентка         |
| 2015               | с   | История Яз                     | Yaz'ın Öyküsü           | Яз                |
| 2016 - 27 iun 2023 | с   | доверено с любовью             | Kalbim Yangın Yeri      | Севда Гюнсой      |
| 2016—2017          | с   | Великолепный век: Кёсем Султан | Muhteşem Yüzyıl Kösem   | Атике-султан      |
| 2017               | с   | Лицом к лицу                   | Yüz Yüze                | Комиссар Зейнеп   |
| 2017—2018          | с   | Враг в моём доме               | Yüvamdaki düşman        | Джерен/Селин      |
| 2018               | с   | Обещание                       | Söz                     | Мелисса           |
| 2019               | ф   | Турки идут                     | Turk geliyorlar         | Алина             |
| 2020               | с   | Неудержимые                    | Tutunmayior             | Ирем              |